# Època victoriana
L'època victoriana és un període de la història britànica definit pel regnat de Victòria I del Regne Unit, entre juny de 1837 i el 22 de gener de 1901, data de la seva mort. Es caracteritza per la prosperitat econòmica basada en la indústria massiva (revolució industrial) i el colonialisme. Tot i això el contrast entre els happy few (la minoria feliç) i la majoria de la població no podia ser més gran. El regnat de Victòria fou el més llarg de la història britànica fins a aquell moment, un període que només ha estat superat pel regnat de la reina Elisabet II.
El darwinisme va ser una de les polèmiques més importants de la segona part del període. Alguns estudiosos avancen l'inici d'aquest període —definit per un conjunt de sensibilitats i partits polítics que habitualment s'han associat amb els victorians— a cinc anys abans, amb l'aprovació de la Reform Act 1832. En aquesta època el Regne Unit va estar en guerra tots els anys, però era autoconsiderada de pau relativa i coneguda com a Pax Britannica, igualment interrompuda per la Guerra de Crimea. Cap a la fi del segle, les polítiques del neoimperialisme van conduir a l'increment dels conflictes colonials i finalment a la Guerra anglo-zanzibaresa i a la Segona Guerra Bòer.
L'època victoriana va ser precedida per l'època georgiana i fou succeïda pel període eduardià. La segona meitat de l'època victoriana va coincidir parcialment amb els primers anys de la Belle Époque a Europa continental i l'Edat daurada dels Estats Units d'Amèrica.

## Pensament

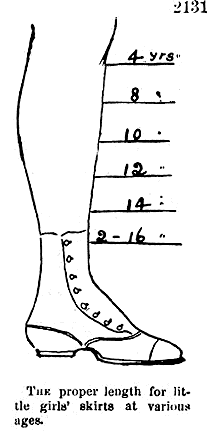
Norma sobre la llargària de la faldilla en nenes i dones segons la seva edat

El pensament a l'època victoriana ve marcat per la moralitat i el puritanisme, per una exacerbació dels principis morals religiosos i a la repressió sistemàtica de les passions, en particular les d'ordre sexual i de les festes. La societat a l'època victoriana era plena de moralismes i disciplina, amb rígids prejudicis i severes interdiccions. Els valors victorians es podrien classificar com «puritans», destacant en l'època els valors de l'estalvi, l'afany de treball, l'extrema importància de la moral, els deures de la fe i el descans dominical com a valors de gran importància.
Qualsevol desviació de comportament es qualificava com a llibertinatge i els actes homosexuals eren un delicte capital fins a 1861. L'homosexualitat era jutjada com una malaltia, igual que la histèria femenina, que fou àmpliament tractada en la literatura. Es consideraven malaltes les dones que presentaven símptomes com ara irritabilitat i “tendència a causar problemes”. Aquesta doble moral o jerarquia victoriana de valors en canvi veia amb bons ulls la prevalença dels fenòmens socials com la prostitució i el treball infantil.
El darwinisme promulgava la llei del més fort i pretenia demostrar científicament que la competició per a la dominació jeràrquica del més poderós era natural i més desitjable que la cooperació horitzontal entre iguals. Així, era la base que justificava el patriarcalisme i el colonialisme, uns pocs homes poderosos sobre les masses, obrers o fills de colònies. La cultura de l'esport i la competició, de l'expansió i del creixement infinit de poder i quantitat de diners, dit "progrés", com a base de la ideologia capitalista, que es revoltava sobre la monarquia. Una plètora de moviments socials va sorgir dels intents de millorar les condicions de vida imperant per a molts sota una rígida societat de classes.

## Política

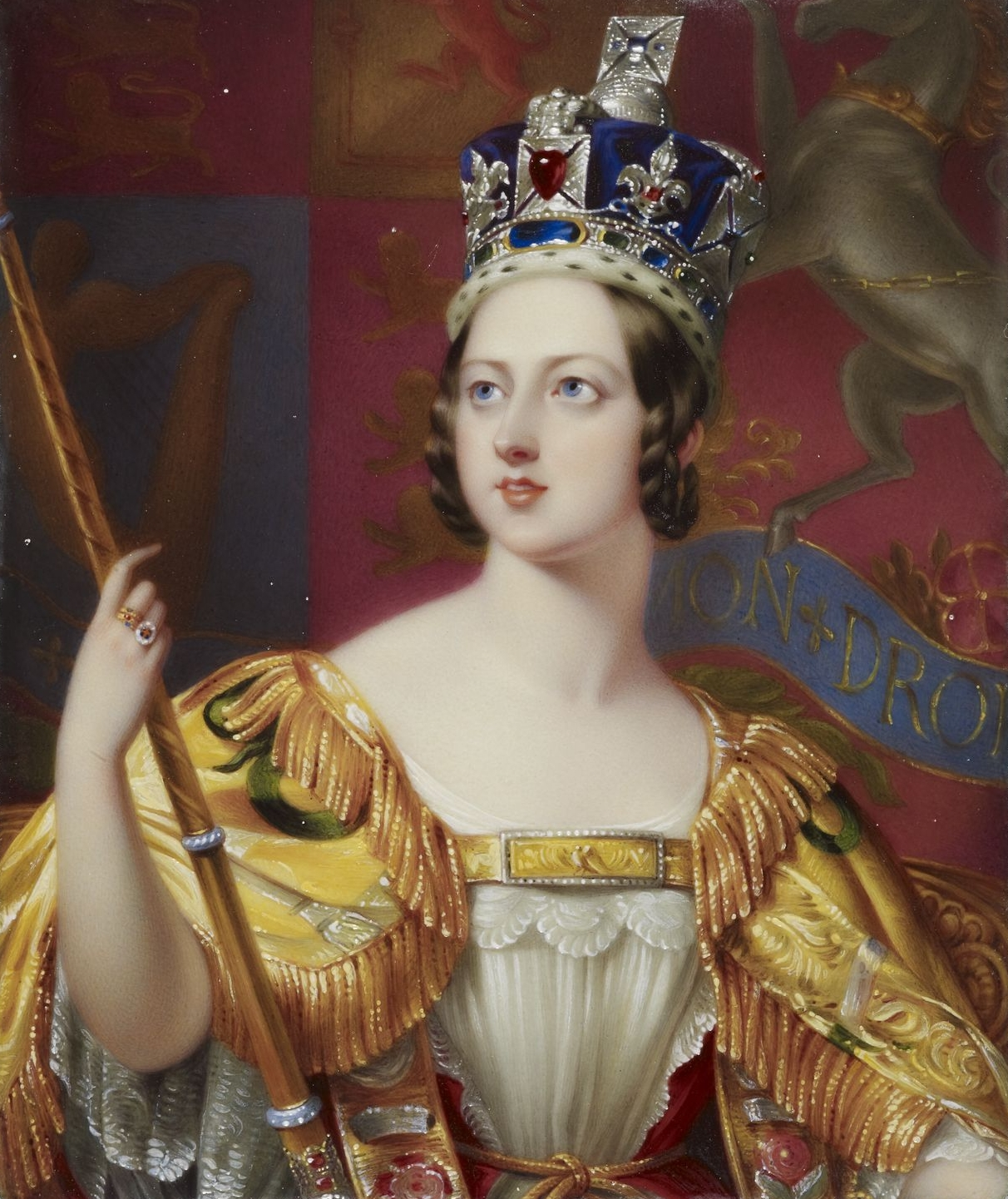
La reina Victòria amb la indumentària de la seva coronació

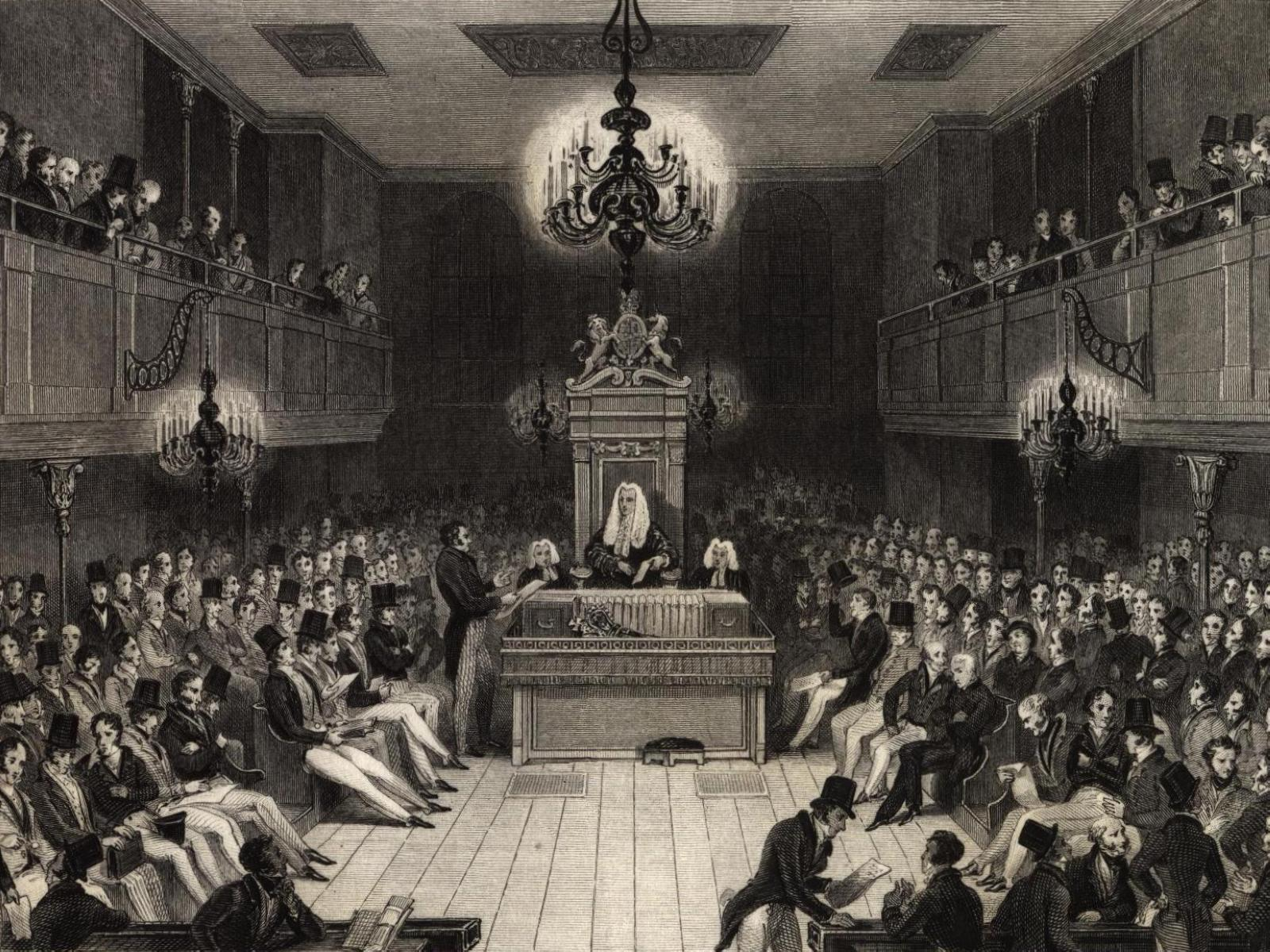
Cambra dels Comuns

A la metròpoli la política fou progressivament més liberal, amb tota una sèrie de canvis en la direcció de la reforma política i l'ampliació del dret de vot. Durant la part inicial del període, la Cambra dels Comuns estava dominada per dues faccions, els whigs i els tories. Des de la darreria de la dècada del 1850 endavant, els whigs van conformar el Partit Liberal i els tories el Partit Conservador. Aquests dos partits van ser dirigits per destacats homes d'Estat, com ara Lord Melbourne, Sir Robert Peel, Lord Derby, Lord Palmerston, William Gladstone, Benjamin Disraeli i Lord Salisbury. Els problemes irresolts relatius a la Home Rule irlandesa van jugar un important paper en la política de la darrera Època victoriana, particularment pel que feia a la determinació de Gladstone d'arribar a un acord polític. De fet, aquestes qüestions van desembocar en l'Aixecament de Pasqua de 1916 i el subsegüent efecte dòmino que tindria grans conseqüències en la caiguda de l'Imperi.
El període està sovint caracteritzat per un pacífic llarg temps de consolidació de l'economia, el sistema colonial i la industrialització, pertorbat temporalment per la Guerra de Crimea, encara que Gran Bretanya va estar en guerra tots i cadascun dels anys del període. Cap a la fi de segle, les polítiques de Nou Imperialisme van conduir a un increment dels conflictes en les colònies i amb el temps a les guerres bòers. A casa, l'agenda era cada vegada més liberal amb certs canvis dirigits a una reforma política i l'extensió del dret al vot.
Durant la primera part del període la Cambra dels Comuns estava dominada per dos partits, els whigs i els tories. A partir de la fi de la dècada dels 1850 els whigs es van convertir en els liberals. Diversos prominents homes d'Estat van dirigir un partit o altre, incloent-hi William Lamb, Sir Robert Peel, Edward Smith - Stanley, Henry John Temple, William Ewart Gladstone, Benjamin Disraeli i Robert Gascoyne - Cecil. Els problemes sense solucionar en relació al dret d'autogovern d'Irlanda van exercir un paper important en els últims anys de l'era Victoriana, particularment per la determinació de Gladstone d'arribar a un acord polític.
Al maig de 1857, la Rebel·lió de l'Índia, una revolta generalitzada contra el domini de la Companyia Britànica de les Índies Orientals, va ser iniciada pels sipais, soldats / espies nadius de l'Índia en l'exèrcit de la Companyia. La rebel·lió, que implicava no solament els sipais sinó també molts sectors de la població índia, va quedar resolta en un any. Com a resposta a la rebel·lió, la Companyia va ser suprimida l'agost de 1858 i l'Índia va passar a mandat directe de la corona britànica, començant el període del Raj Britànic.
El gener de 1858, el primer ministre Henry John Temple va respondre a l'atemptat d'Orsini contra l'emperador francès Napoleó III. Les bombes que pretenien matar l'emperador havien estat comprades a Birmingham, la qual cosa va generar tumultuoses reaccions que van forçar Temple a dimitir.
El juliol de 1866, una multitud enutjada a Londres, protestant contra la dimissió de Lord John Russell com a Primer Ministre, va ser aixafada per la policia a Hyde Park. Altercats com aquest van convèncer Derby i Disraeli de la necessitat de majors reformes parlamentàries.
Durant 1875, Gran Bretanya va comprar les accions d'Egipte al Canal de Suez, ja que la nació africana es va veure forçada a recaptar diners per liquidar els seus deutes.
El 1882 Egipte va esdevenir un protectorat de la Gran Bretanya després de l'ocupació de les terres adjacents al Canal de Suez per tal d'assegurar aquesta ruta vital de comerç i el camí a l'Índia.
El 1884 es va fundar a Londres la societat fabiana per un grup d'intel·lectuals de classe mitjana, incloent-hi Edward Pease, Havelock Ellis i Edith Nesbit, per tal de promoure el socialisme. George Bernard Shaw i H. G. Wells van ser alguns dels "noms famosos" que es van unir a la societat més endavant.
El 13 de novembre de 1887, desenes de milers de persones, moltes d'elles socialistes o aturats, van prendre Trafalgar Square per manifestar-se en contra del Govern. El cap de la policia metropolitana, Sir Charles Warren, va ordenar als soldats armats i a 2.000 policies contestar. Els aldarulls es van succeir, amb el resultat de centenars de persones ferides i dues de mortes. Aquest fet és conegut com el Diumenge Sagnant (1887).

## Economia

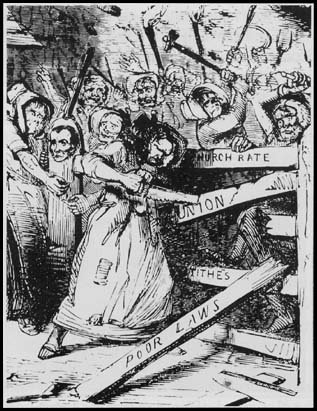
Aldarulls de Rebecca a causa dels peatges abusius

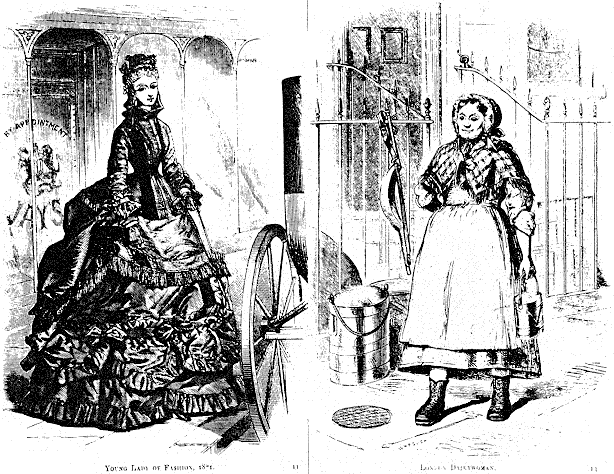
Dona burgesa i dona obrera l'any 1871

El producte nacional brut (PBN) en el període victorià va experimentar un creixement econòmic, entre els anys 1836-1838 i 1900-1902 es va multiplicar per quatre, proper al 2,5 % tenint en compte només a la Gran Bretanya i el PBN per capita va créixer un 1,4 % anual.
Gran Bretanya durant el període victorià segueix sent eminentment tèxtil que, al costat de la indústria de la confecció, dona feina a gairebé el 40 % de la mà d'obra industrial a 1880. La mecanització es va donar amb diferències en els sectors, alguns la van adoptar més ràpidament —com el cotó— i altres, amb més retard —com la llana. La indústria siderúrgica va experimentar un fort creixement per després disminuir. L'índex d'exportació britànica va ser més elevat en la segona fase de la Revolució Industrial, entre els anys 1840 i 1860.
La revolució del transport, amb el tren i el vaixell de vapor, va fer que requerissin quantitats de materials pesats com el ferro, l'acer i el carbó -aquest últim era exportat -, donant una expansió de mercats i la creació de nous. Entre 1850-1873 es van produir les dues terceres parts del carbó mundial, la meitat del ferro, les quartes cinquenes parts d'acer, la meitat del cotó i gairebé la meitat dels productes metàl·lics. Producció en lingots de ferro, acer i carbó, en milers de tones:
| Any  | Ferro | Acer  | Carbó   |
| ---- | ----- | ----- | ------- |
| 1850 | 2.250 | 49    | 49.000  |
| 1880 | 7.750 | 1.440 | 147.000 |

El 1850, Gran Bretanya tenia poc més de 200.000 treballadors en les tres mil tres mines que existien, cap a 1880 aquesta xifra es va incrementar al voltant de mig milió de persones, i els miners un dels pocs obrers manuals que perduraven i segons la gran quantitat que eren podien determinar els resultats d'una elecció en un districte electoral. Per això es justifica l'adhesió dels sindicats a la ideologia socialista en la dècada de 1890 a causa de la forta pressió sobre els obrers, la poca preocupació dels propietaris sobre la seguretat i salubritat dels treballadors, i la mineria una ocupació malsana. Encara que l'economia fos pròspera era desigual, una concepció d'això és narrada en 1870 per Thomas Cooper:
En l'època cartista, els obrers del Lancashire anaven vestits amb parracs milers, molts d'ells no tenien sovint d'aliments. Però la seva intel·ligència brillava a tot arreu. Se'ls podia veure discutint en grups la gran doctrina de la justícia política.
A mitjan segle, la meitat de la indústria tenia petites dimensions, com el cas de Lancashire en 1841 amb un 0,5 % de les indústries amb més de cinc cents treballadors i amb el 50 % sense arribar a superar els cent empleats i el 1871, amb més de 23 mil fàbriques al Regne Unit tenien de mitjana 86 obrers.
| Sectors                                  | 1801 | 1821 | 1841 | 1861 | 1881 | 1901 |
| ---------------------------------------- | ---- | ---- | ---- | ---- | ---- | ---- |
| Agricultura, Boscos i Pesca              | 1.4  | 1.8  | 1.9  | 2.0  | 1.7  | 1.5  |
| Indústria, Mineria i Construcció         | 1.4  | 2.4  | 3.3  | 4.7  | 5.7  | 7.7  |
| Comerç i Transport                       | 0.5  | 0.8  | 1.2  | 1.8  | 2.8  | 3.6  |
| Servei domèstic                          | 0.6  | 0.8  | 1.2  | 1.5  | 2.0  | 2.3  |
| Serveis públics, professions i lliberals | 0.3  | 0.3  | 0.3  | 0.6  | 0.8  | 1.3  |

Va ser molt gran la magnitud del creixement del ferrocarril a l'època, des de la inauguració del primer tram de Liverpool a Manchester el 1830, fins a 1875 es van construir més del 70 % dels trams ferroviaris. El 1850, 19 companyies ferroviàries tenien un capital superior a tres milions de lliures esterlines de capital, en una època quan poques indústries sobrepassaven les cinc cents mil lliures. Un factor que va afavorir aquest creixement va ser la inversió del PBN: 2 % el 1830, 4,5 % de 1845-1849, per després descendir novament a un 2 %.

## Societat

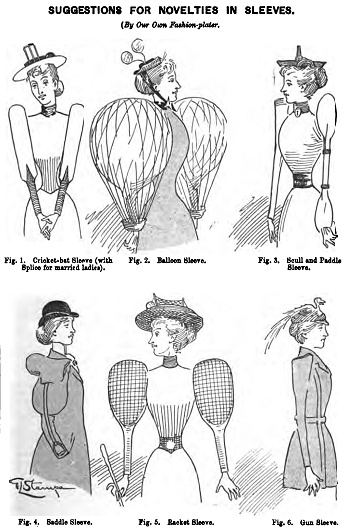
Cosificació de la dona

La societat victoriana era plena de moralismes i marcada per la disciplina, amb rígids prejudicis i severes interdiccions. Els valors victorians es podrien definir com a puritans amb valors d'estalvi, afany de treball, extrema importància de moral de prohibició, els deures de la fe i el descans dominical.
Els homes dominaven l'escena tant a l'espai públics com privat, les dones es quedaven a casa, amb un estatus de submissió i de la cura dels fills i de la llar, referent d'això és la novel·la. Un altre clar exemple va ser la condemna d'Oscar Wilde amb Lord Alfred Douglas a dos anys de treballs forçats per «sodomia». Qualsevol sexe no procreatiu era condemnat per la moral oficial, preconitzant la castedat. La moral de l'estalvi metafòricament també va conduir a la repressió de la masturbació, el vici solitari a combatre.
La insatisfacció femenina, en qualsevol àmbit, era tractada com un desordre d'ansietat amb pastilles i psicoanàlisi i, si la dona tenia prou recursos econòmics, el tractava en mans d'un expert que les estimulava sexualment amb els seus mans.
Pel que fa a la novetat en l'època, la societat havia abandonat la ruralitat: el 1851 i per primera vegada en la història, els habitants de les ciutats van sobrepassar als rurals: dos de cada cinc anglesos, gal·lesos i escocesos vivien als grans aglomerats de Londres i l'àrea metropolitana, la regió entre York i Nottingham, les Midlands, la regió de Northumberland i Durham, Escòcia central i Cardiff. En els anys subsegüents la població rural va continuar decreixent de manera accelerada, tot i que el nombre de camperols es va mantenir estable. El 1880 la població rural era tan sols un 10 % de la població total activa i la manca d'aliments era substituïda amb importacions.

### Institucions socials

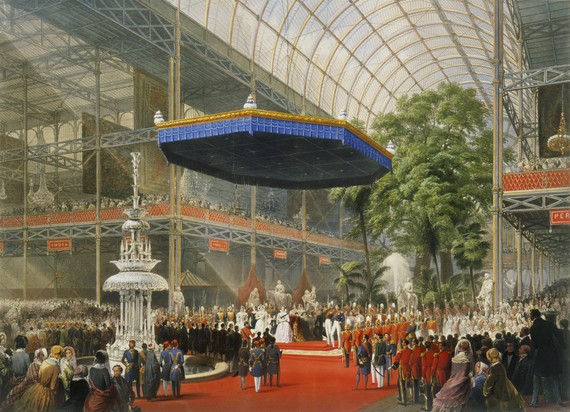
La reina Victòria al Palau de Vidre

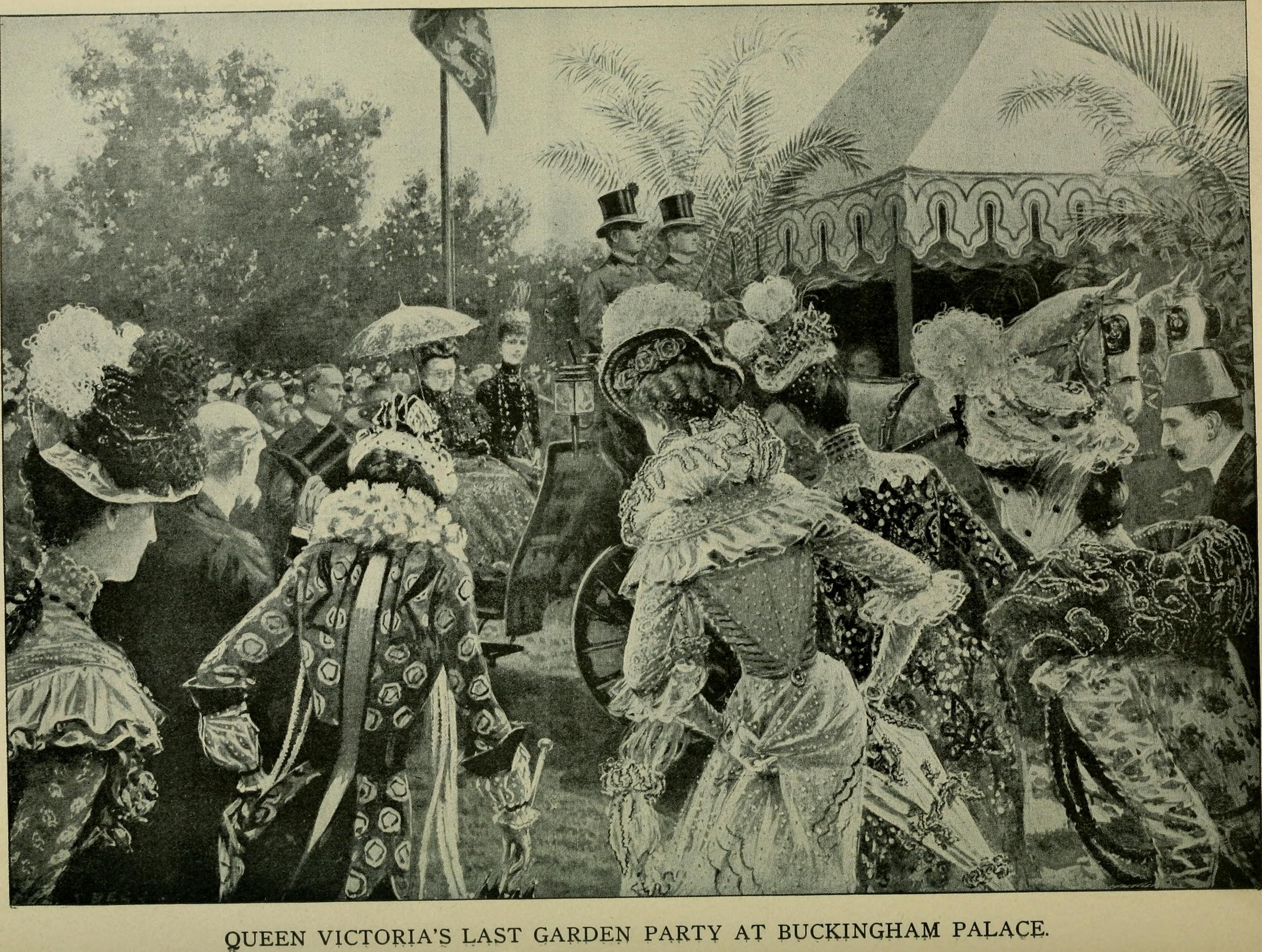
Persones de la noblesa

Abans de la Revolució industrial, Gran Bretanya tenia una estructura social molt rígida composta de tres classes diferenciades: l'Església i aristocràcia, la burgesia, i la classe treballadora, la més pobre.
La classe més alta era coneguda com l'aristocràcia. Incloïa l'Església i la noblesa, tenint gran poder i riquesa. La formaven el dos per cent de la població, i posseïen la majoria de la terra. Incloïa la família reial, lord Temporal i Espiritual, el clergat, els grans dirigents de l'Estat, i tots aquells per sobre del grau de baronet. Eren privilegiats i no pagaven impostos.
La classe mitjana la componien els burgesos, la classe mitjana treballadora. Eren els propietaris de fàbriques, banquers, propietaris de botigues, mercaders, advocats, enginyers, homes de negocis, i altres professionals. Aquesta gent era de vegades extremadament rica, però en circumstàncies normals no obtenien privilegis, la qual cosa els ofenia. Hi havia una enorme diferència entre la classe mitjana i les classes inferiors.
La classe baixa britànica estava composta de dos sectors: la "classe treballadora" i els "pobres" (aquells que no treballaven, o no ho feien amb regularitat, i rebien la caritat pública). La classe baixa incloïa homes, dones i nens que realitzaven diversos tipus d'activitats, entre ells treball a les fàbriques, costura, neteja de xemeneies, mineria, i altres treballs. Però la classe més pobre i la mitjana havien de suportar alts impostos. Aquesta classe constituïa el vuitanta —cinc per cent de la població però només posseïa el cinquanta per cent de la terra.
La industrialització va canviar l'estructura de classes de manera dràstica al final del segle xviii. S'havia creat certa hostilitat entre la classe alta i les altres. Com a resultat de la industrialització, hi va haver una important empenta de la classe mitjana i treballadora. A mesura que la industrialització avançava hi va haver una divisió social més gran. Els capitalistes, per exemple, empraven a treballadors industrials, que eren membres de la classe treballadora, però sota d'ells hi havia una classe més baixa, de vegades nomenada com "gent enfonsada", que vivia en la pobresa. Cada classe incloïa un ampli ram d'ocupacions de diferent estatus i ingressos; hi havia una gran diferència entre, per exemple, entre el treball qualificat i el que no. La "gent enfonsada" era més susceptible de ser explotada.
El govern consistia en una monarquia constitucional encapçalada per la reina Victòria. Només la noblesa podia governar. Altres polítics venien de l'aristocràcia. El sistema va ser criticat per estar a favor de les classes altes, i durant el final del segle xviii els filòsofs i escriptors van començar a qüestionar l'estatus social de la noblesa.

### Les classes socials

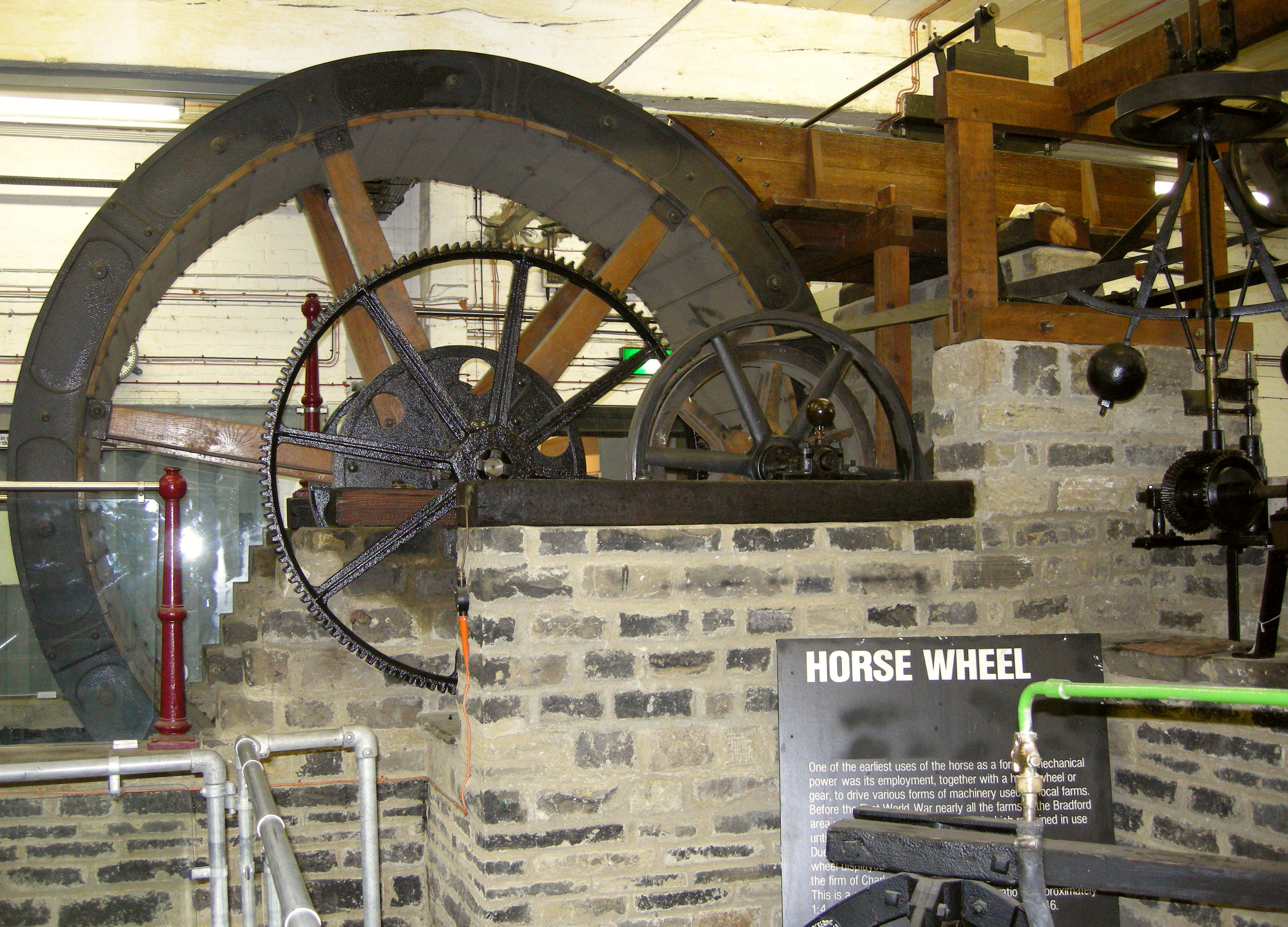
Les fàbriques funcionaven amb mecanismes i energia del vapor. Els treballadors eren considerats gairebé com a màquines.

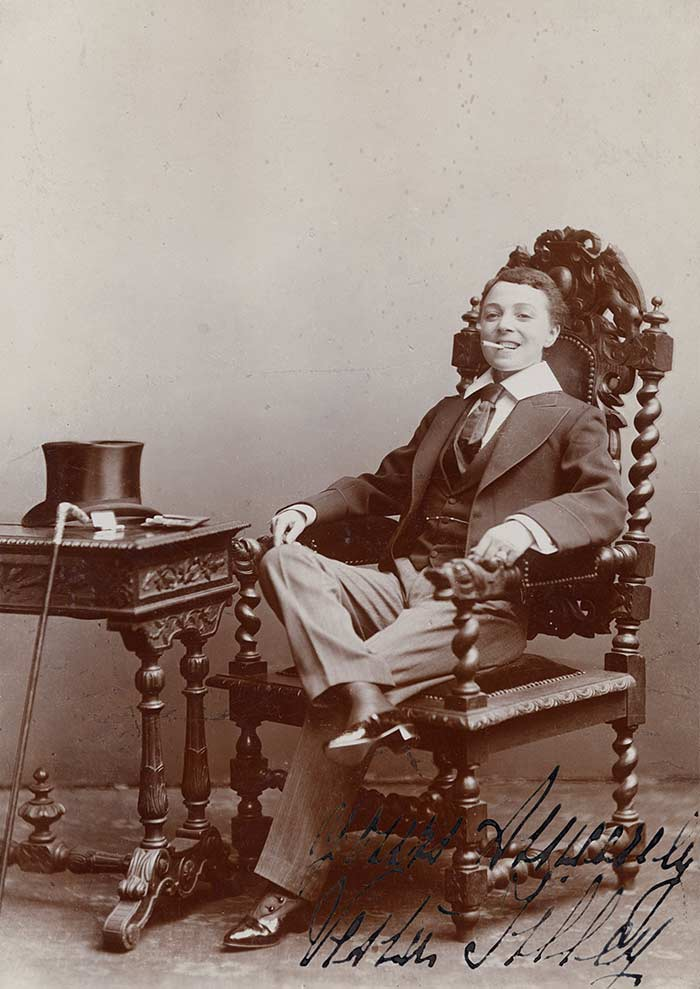
Vesta Tilley com a home típic de la classe mitjana

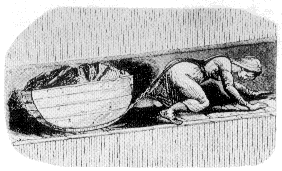
Treball en una mina

Segona versió de l'obra d'Abraham Solomon Primera Classe-Reunió (1855). L'obra original, objecte de polèmica en mostrar els dos joves dialogant mentre l'home gran dormisquejava, va haver de ser modificada per no ajustar-se a la moral victoriana.
La imatge quotidiana de l'època victoriana és d'una societat burgesa i de classe mitjana. El que s'ha de diferenciar és que els límits subjectes a la classe mitjana no estaven molt delimitats, la burgesia anglesa es deia a si mateixa "middle class" limitant amb la "upper class", que era la noblesa i els grans aristòcrates de famílies de renom. El seu nombre era constituït per només 5 milions de pobladors sobre un total de 25 milions, l'alta burgesia estava composta per banquers, homes de negocis i financers, qui eren hereus de persones que havien arriscat el seu capital darrere de la nova manera que prenia la economia.
Pel que fa a la classe mitjana comuna i la classe mitjana baixa, intentaven emular la classe alta sent petits botiguers i empresaris, metges, advocats, comerciantes.
L'establishment de la societat estava compost per la classe alta. Els aristòcrates posseïen propietats de més de quatre mil hectàrees en les quals passaven els mesos d'estiu, anant a viure a l'hivern a la ciutat de Londres. També gaudia de la mateixa consideració la gentry, grup social format per, aproximadament, tres mil famílies que posseïen propietats d'una mida superior a cent i inferior a quatre mil hectàrees.
En el seu conjunt, la classe alta per 1873 controlava gairebé el 80 % de la superfície d'Anglaterra, disposava a més de representació al Parlament i el gabinet de ministres, arribant a tenir pics del 80 % i 60 % respectivament i estant emparentats amb l'aristocràcia. 
 més ocupava els llocs directius de l'exèrcit —amb tres quartes parts en 1838— i a l'església anglicana, al pas del segle xix al xx la meitat dels bisbes estaven casats amb dones de l'aristocràcia.
Una gran part de la classe treballadora (the lower class) tenia feina com treballadors domèstics. El 1851 al voltant de 1.900 persones realitzaven aquest tipus de tasques, el 1871 s'acostaven al mig milió i, a la fi de segle eren gairebé dos milions i mig. Els altres treballadors es dividien en especialitzats, semi-especialitzats i no especialitzats, gairebé en proporció idèntica entre ells. L'obrer no obtenia cap benefici de l'expansió capitalista, encara que com costat positiu els sous en general durant l'època de prosperitat i laissez faire i la seva lliure importació d'aliments, es quadruplicaren. Per a les masses treballadores no existia cap protecció social, tret de la Llei de Pobres que seguia en vigor.

### Creixement demogràfic i emigració
La població d'Anglaterra gairebé es va duplicar, des dels 16,8 milions de 1851 als 30,5 de 1901. La població d'Irlanda va disminuir ràpidament, dels 8,2 milions de 1841 a menys de 4,5 milions l'any 1901. Alhora, al voltant de 15 milions d'emigrants van deixar el Regne Unit per establir-se a principalment als Estats Units, Canadà i Austràlia.

### Treball infantil
El text Oliver Twist de Charles Dickens és el millor reflex de treball infantil en l'època victoriana, irromp en escena el 1838 i cau com "galleda d'aigua freda" als britànics. Amb una crítica mordaç de la hipocresia social, les institucions i la justícia a causa dels estralls que feien la fam, el treball i la mortalitat infantil.
La mitjana de vida de l'època era d'uns 40 anys, la mort dels adults provenia de la tuberculosi, mentre que la dels nens era el xarampió, la verola i la fam.34 Els nens treballadors de la indústria tèxtil podien patir més tuberculosi a causa de la pols i la humitat, a més d'asma o al·lèrgies, escoliosi o raquitisme. Una enquesta de l'Associació Britànica de 1878 demostra que els nens treballadors tenien una mitjana inferior a 12 centímetres que els seus parells dels cercles aristocràtics i burgesos.
La revolució industrial va acaparar mà d'obra infantil per a treballs com la mineria o la indústria tèxtil, provocant accidents i morts sovint per fer treballar als nens sota les màquines en marxa, i a més eren assotats si la producció començava a minvar. A Anglaterra, els nens desafavorits es trobaven a càrrec de les esglésies, que els venien a les indústries a través d'anuncis als diaris quan ja no els volien mantenir o quan en tenien massa. El comerç molt sovint es realitzava sense el consentiment dels pares.
Des dels quatre anys eren buscats per a ser ensinistrats a les màquines; treballen a les mines; netegen les parts de les maquinàries o reparen els fils trencats en els telers.
Un dels pioners en la investigació del treball infantil i les seves conseqüències va ser el cirurgià i farmacèutic Charles Turner Thackrah, qui va publicar diversos treballs en els quals va exposar els riscos per a la salut i proposava mesures preventives. En l'obra "The effects of arts, trades, and professions, and of civic states and habits of living, on health and longevity" transmet —en un to de preocupació— els llargs horaris que havien d'acomplir a les fàbriques tèxtils, en particular els petits. La seva opinió i diverses obres van contribuir a l'elaboració de reformes. L'Estat anglès va prendre mesures en 1833, creant una sèrie de regulacions referents al treball infantil amb la Factory Act, N 1 prohibint la inserció laboral de nens menors de 9 anys, registrant els seus honoraris i obligant a les empreses a brindar assistència escolar. L'ofici que tinguessin els impedia anar a l'escola, i pel 1828 dos de cada catorze britànics havien anat a l'escola almenys un temps.
A Anglaterra, el 44 % dels lladres i el 23 % dels que havien causat lesions no superaven els 21 anys.

## Cultura

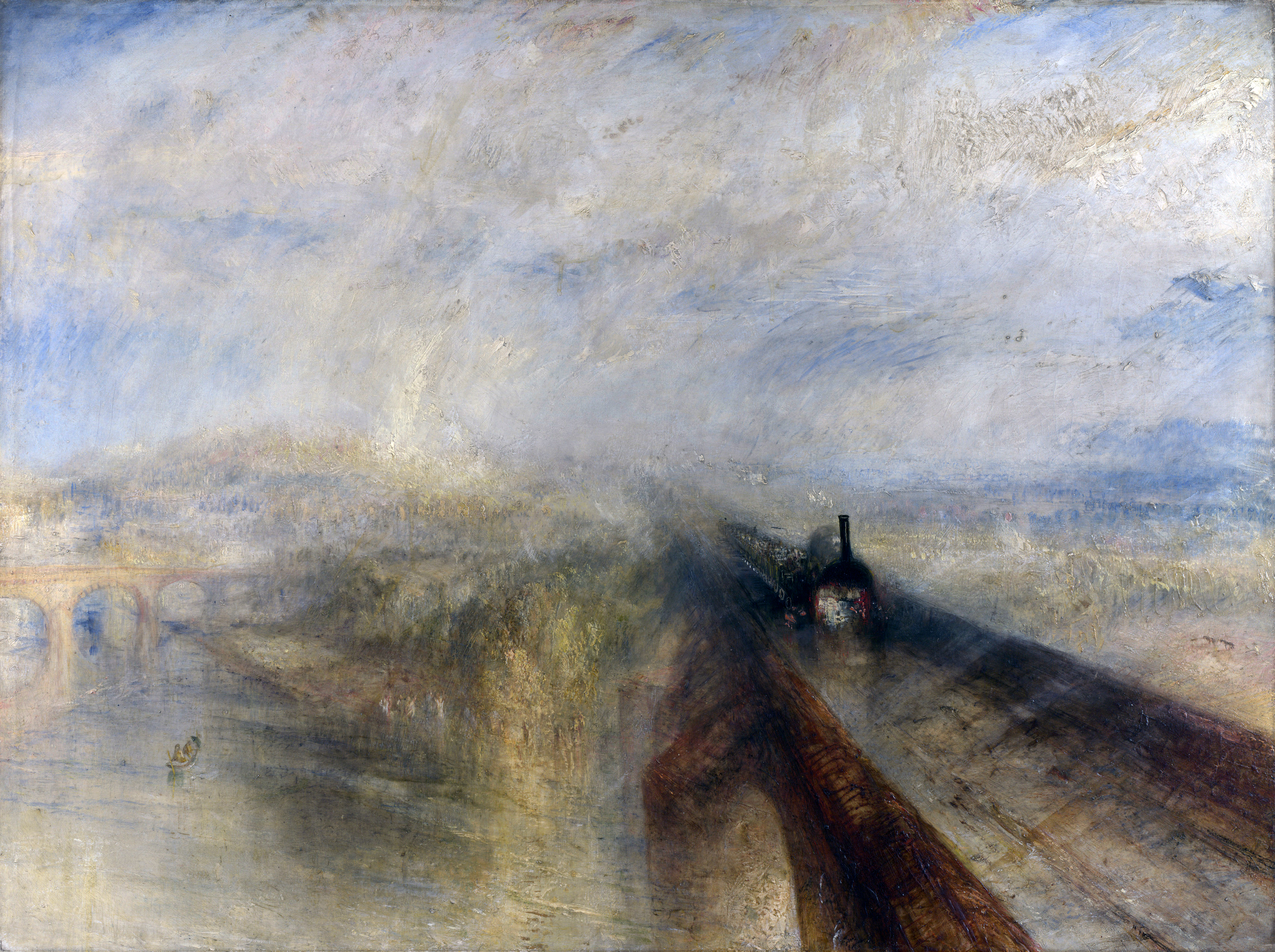
Rain, Steam and Speed - The Great Western Railway, 1844

En aquests temps es va modernitzar la ciutat de Londres, amb serveis per als seus habitants, incloent-hi una àmplia oferta de lleure que va ser posteriorment exportat a altres països.

### Arquitectura
L'ineludible sentit de la novetat va donar com a resultat un profund interès per la relació entre la modernitat i la continuïtat cultural. El Renaixement Gòtic en l'arquitectura va esdevenir una cosa cada vegada més significativa durant el període, portant a la Batalla dels Estil-centre dels ideals Gòtic i Clàssic. El disseny arquitectònic de Charles Barry del nou Palau de Westminster, que havia estat greument danyat en un incendi en 1834, es va construir seguint l'estil medieval de Westminster Hall, part encara en peu de l'edifici.
La meitat del segle va veure la Gran Exposició de 1851, la primera Fira Mundial, la qual va mostrar les millors innovacions del segle. En el seu centre hi havia el Palau de Vidre, un enorme i modular edifici d'estructura de vidre i acer, el primer del seu tipus. Va ser condemnat per Ruskin com el perfecte model de deshumanització mecànica en disseny però més tard va esdevenir el prototip de l'Arquitectura Moderna.
Constituïa una narració de la continuïtat cultural, en oposició a la violenta separació de la revolució francesa, una comparació comuna al període, com van expressar Thomas Carlyle en La Revolució francesa: una història i Charles Dickens en Història de dues ciutats. L'art gòtic va ser també defensat per John Ruskin, que va argumentar que exemplificava els valors comunals i socials, al contrari que el Classicisme, el qual ell considerava que realçava l'estandardització mecànica.

### Fotografia i arts visuals

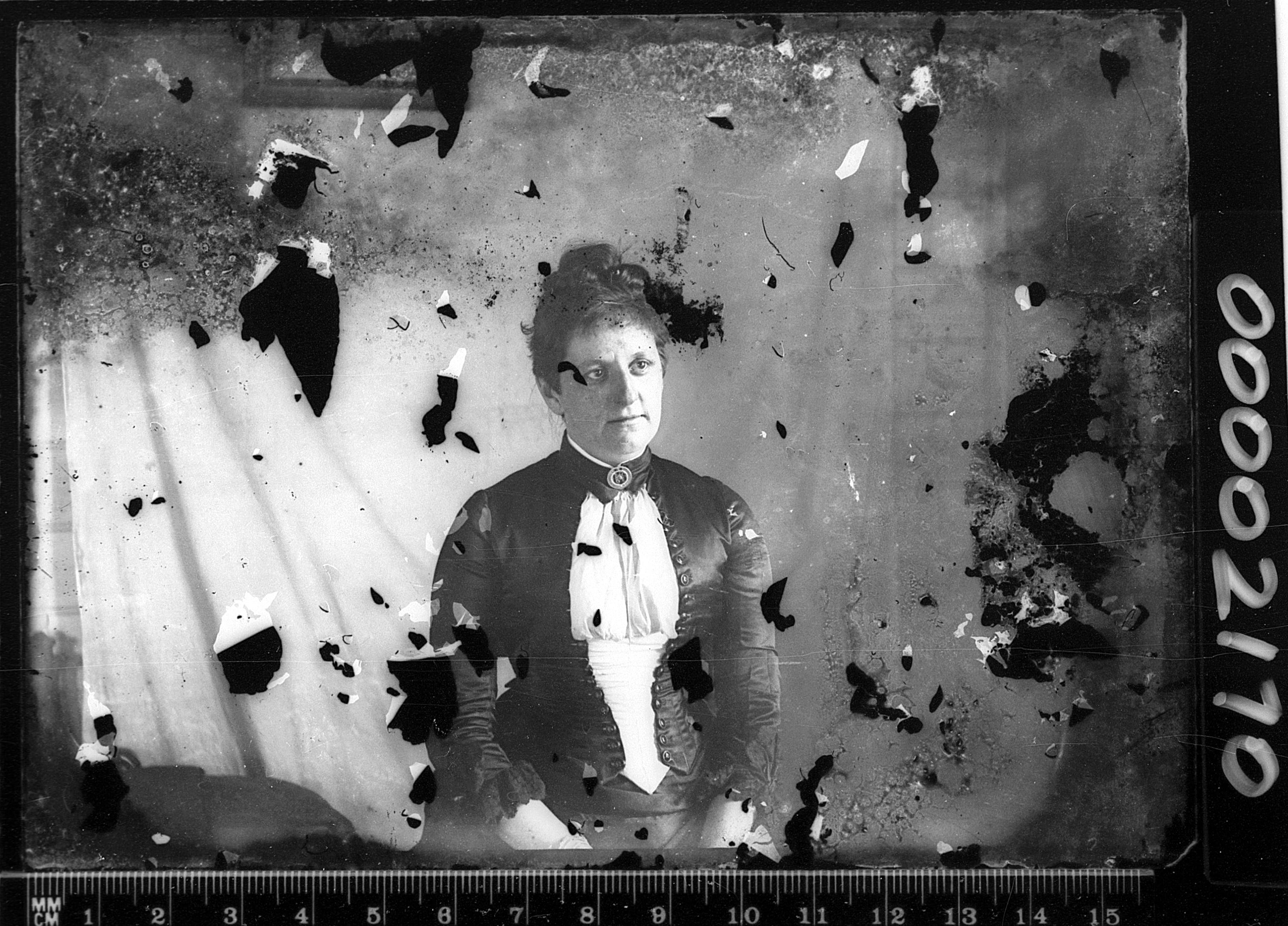
Portrait of a seated woman wearing a black and white bodice and skirt, 1890-1910

L'aparició de la fotografia, que va ser exhibida a la Gran Exposició, va conduir a importants canvis en l'art victorià. John Everett Millais va ser influït per la fotografia, especialment en el retrat de Ruskin, així com altres artistes prerafaelites. Més endavant va ser associat amb les tècniques impressionistes i el realisme social que van dominar els següents anys del període en els treballs d'artistes com Walter Sickert i Frank Holl.

### Literatura
En el terreny literari, la literatura victoriana consisteix en una reacció davant del moviment romàntic anglès del primer quart de segle. Els nous escriptors rebutgen la fantasia romàntica de lord Byron o Mary Shelley i busquen un nou realisme: el poeta Tennyson, els novel·listes Thackeray i Dickens, el filòsof Carlyle encarnen els nous valors de l'era.

## La cultura de l'opi i els seus derivats

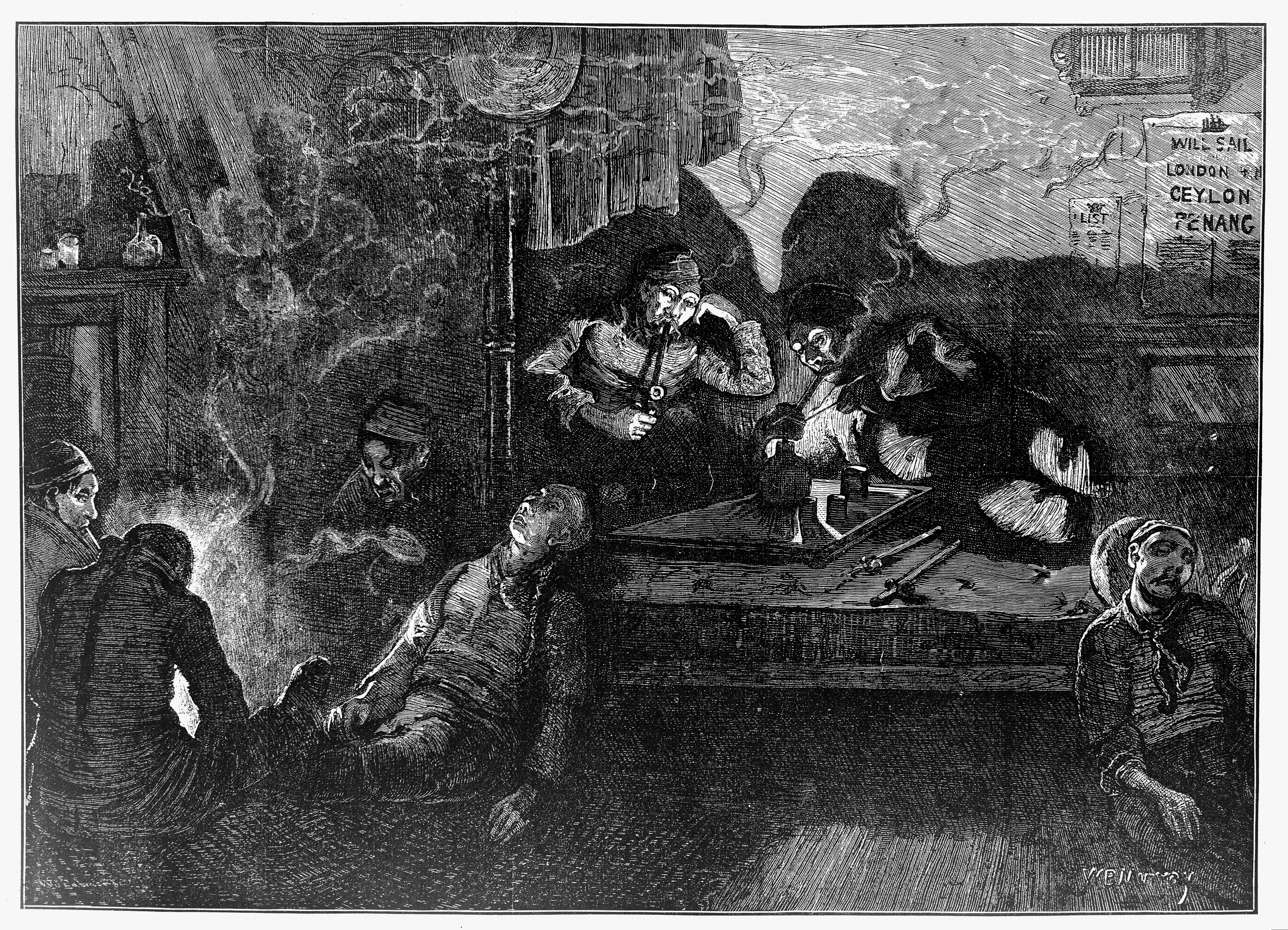
Londres, 1874

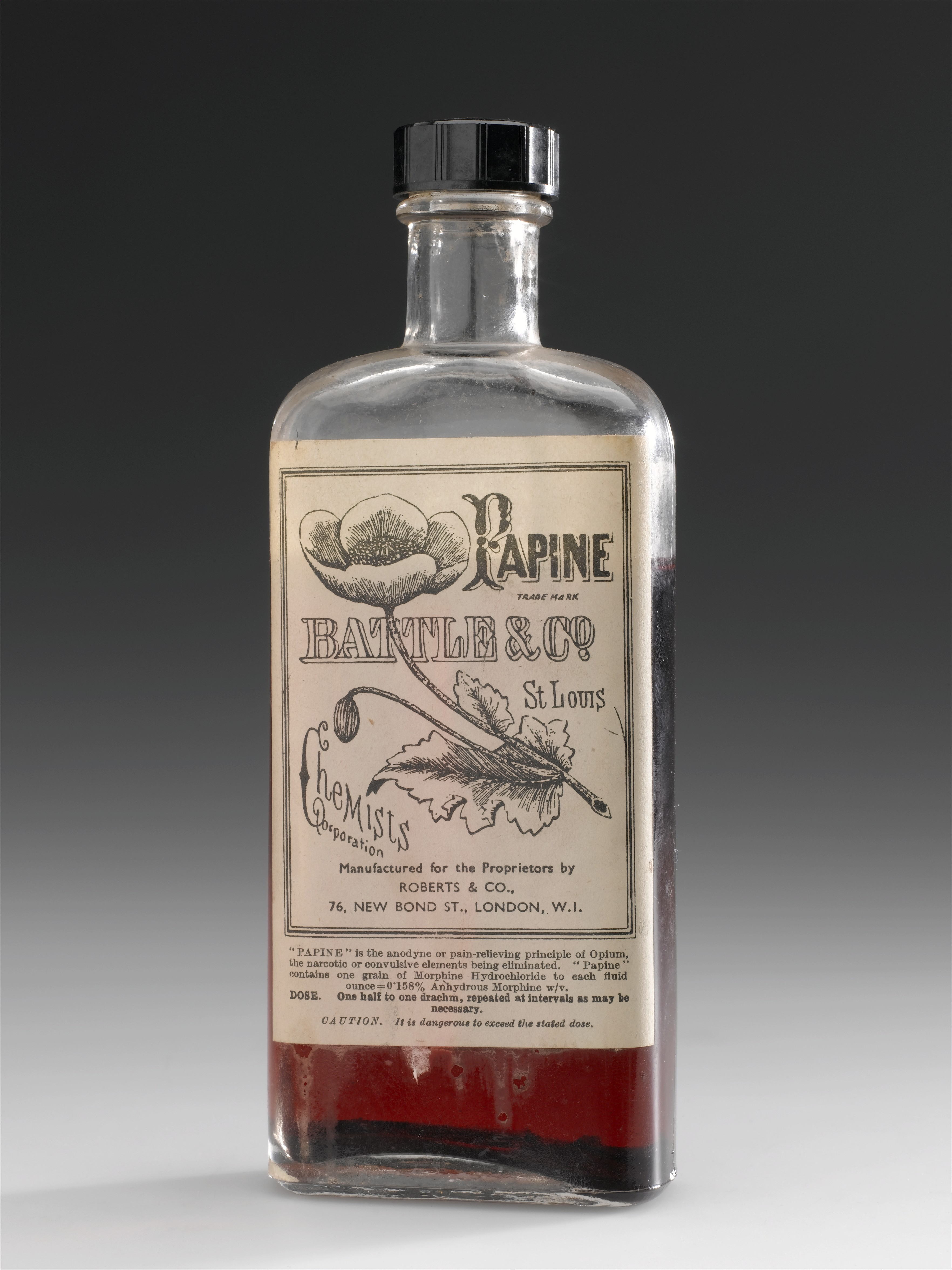
Coneguda marca de medicament a base d'opi

Tot i la rigorosa moral victoriana, eren esteses les pràctiques non sanctas com ara la culturació l'opi, el relat més significatiu va ser l'aportació de Thomas de Quincey en Confessions d'un menjador d'opi anglès que va ser àmpliament difós i traduït a diversos idiomes, i en ell es retrata l'ús i l'addicció a l'opi. Quincey, cap a 1804, va començar prenent opi en forma de làudan per tractar una neuràlgia dental i, progressivament, va esdevenir un addicte.
Això no és estrany si es coneix que en la botica real es distribuïa lliurement l'opi als cortesans, la mateixa reina Victòria el consumia en forma de goma de mastegar amb cocaïna, al costat del jove Winston Churchill i, pel que fa a la ficció, Sherlock Holmes s'injectava sovint cocaïna, ja que era considerada per a gent "cerebral i molt nerviosa". L'opi era lliurement consumit com "droga social", encara que amb el temps va adquirir mala fama a causa que, en els antres on es consumia, es trobava també present la prostitució.
Els britànics no només havien albirat en l'opi dels suposats efectes mèdics, sinó que a més anaven després dels grans beneficis econòmics que els propiciava —aproximadament un 400%— a exportar. En 1830 la situació crítica de la societat de la Xina va fer que s'ordenés combatre l'opi i, en 1839 el representant xinès Lin Hse Tsu va enviar una carta a la reina Victòria per demanar-li que no comerciés amb substàncies tòxiques: "(...) sembla que aquesta mercaderia enverinada és fabricada per algunes persones diabòliques en llocs sotmesos a la vostra llei (...) He sentit dir que al vostre país està prohibit fumar opi. Això vol dir que no ignoreu fins a quin punt resulta nociu. Però en lloc de prohibir el consum de l'opi, valdria més que prohibieseis la seva venda o, millor encara, la seva producció", òbviament la reina va rebutjar la petició. Entre 1839 i 1842 es va produir la Primera Guerra de l'Opi que va finalitzar amb la rendició de la Xina i la cessió de l'illa de Hong Kong i la subsegüent obertura de les importaciones. Entre 1856 i 1860 es va produir la Segona Guerra de l'Opi, tenint Gran Bretanya com aliada a França, aquesta va ser encara més catastròfica per a la Xina que no va acceptar els primers tractats i va haver-hi, al final de la guerra, legalitzar el comerç de l'opi, indemnitzar Gran Bretanya i França, obrir el comerç, indemnitzar els comerciants britànics i l'obertura de —fins llavors tancada— la ciutat de Pequín.
Per dimensionar l'acceptació de l'opi i els seus derivats en l'era victoriana es pot nomenar que ha aparegut en obres de notables escriptors com Charles Dickens, Oscar Wilde i Arthur Conan Doyle, els quals demostren la profunditat amb què havia penetrat en la societat.

## Influència a la cultura actual

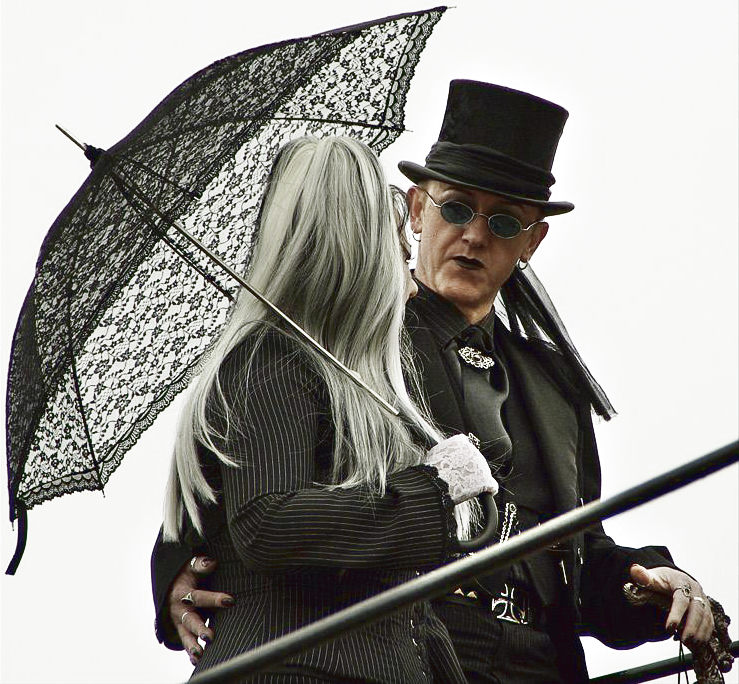
Home i dona al segle XXI

El Steampunk és un subgènere de fantasia i ciència-ficció ambientat amb freqüència a l'Anglaterra victoriana i que conté uns estètica determinada, basada en una visió romàntica actual de la d'aleshores, i invents tecnològics ficticis. Amb freqüència se l'associa amb el cyberpunk. A l'anime hi ha exemples de sèries i pel·lícules ambientades a un món steampunk.
Encara avui es pressent a la societat la ideologia victoriana (modernitat, puritanisme social i correcció política, patriarcat i patriarcalisme, androcentrisme, liberalisme econòmic, capitalisme, darwinisme, cultura de la competició, etc.) i els seus efectes, que conviuen amb altres opcions.